# Wehrbereichskommando III
Das Wehrbereichskommando III war ein Wehrbereichskommando der Bundeswehr. Aufgabe dieser Kommandobehörde war die Territoriale Verteidigung im Wehrbereich III.
Das Wehrbereichskommando wurde 1956 in Düsseldorf aufgestellt. Zwischen 1994 und 2001 wurde die Führung des Wehrbereichs durch den fusionierten Stab „Wehrbereichskommando III / 7. Panzerdivision“ wahrgenommen. Der Wehrbereich III umfasste bis 2001 Nordrhein-Westfalen. 2001 wurden die Wehrbereiche neu geordnet. In Erfurt wurde das Wehrbereichskommando III neu aufgestellt. Das „neue“ Wehrbereichskommando III übernahm die Führung des „neuen“ Wehrbereichs III, der Berlin, Brandenburg, Sachsen-Anhalt, Thüringen und Sachsen umfasste. Das Wehrbereichskommando III wurde 2013 außer Dienst gestellt.

## Geschichte

### Das „alte“ Wehrbereichskommando III (1956–2001)
Das Wehrbereichskommando III wurde ab Januar 1956 in Düsseldorf als Teil des Territorialheeres aufgestellt. Der Wehrbereich III umfasste das Land Nordrhein-Westfalen. Das Wehrbereichskommando III war bis 1969 dem Kommando Territoriale Verteidigung unterstellt. Von 1958 bis 1961 wurden TV-Stäbe (Territorialverteidigungsstäbe) aufgestellt, die ab 1963 in Verteidigungsbezirkskommandos umgegliedert wurden und dem Wehrbereichskommando nachgeordnet waren. Aufgestellt wurden folgende Verteidigungsbezirkskommandos:
- Verteidigungsbezirkskommando 31 (Köln)
- Verteidigungsbezirkskommando 32 (Düsseldorf)
- Verteidigungsbezirkskommando 33 (Münster)
- Verteidigungsbezirkskommando 34 (Arnsberg)
- Verteidigungsbezirkskommando 35 (Detmold)
- Verteidigungsbezirkskommando 36 (Aachen)

Ab 1964 wurden in den Verteidigungsbezirken mit der Aufstellung nachgeordneter Verteidigungskreiskommandos begonnen. Das Wehrbereichskommando wurde ab 1969 zur Einnahme der Heeresstruktur III in das Heer eingegliedert und dem Territorialkommando Nord unterstellt.
Nach Ende des Kalten Krieges wurde das Territorialheer deutlich verkleinert. In der Heeresstruktur V wurden die Wehrbereichskommandos und Divisionsstäbe fusioniert. Das Wehrbereichskommando III verschmolz zum 1. April 1994 mit der 7. „westfälischen“ Panzerdivision. Der fusionierte Stab wurde als „Wehrbereichskommando III / 7. Panzerdivision“ bezeichnet. Der fusionierte Stab unterstand dem I. Korps. Die Trennung zwischen einem der NATO unterstellten Feldheer und dem auch im Verteidigungsfall unter nationalem Kommando bleibenden Territorialheer wurde damit organisatorisch in der Friedensgliederung aufgeweicht. Erst im Verteidigungsfall wären die fusionierten Stäbe voraussichtlich wieder getrennt worden.
Zum 1. Juli 2001 wurde die Fusion rückgängig gemacht und das Territorialheer als Teilbereich des Heeres aufgelöst. Die 7. Panzerdivision bestand bis 2006 als eigenständige Division fort.

### Das „neue“ Wehrbereichskommando III (2001–2013)

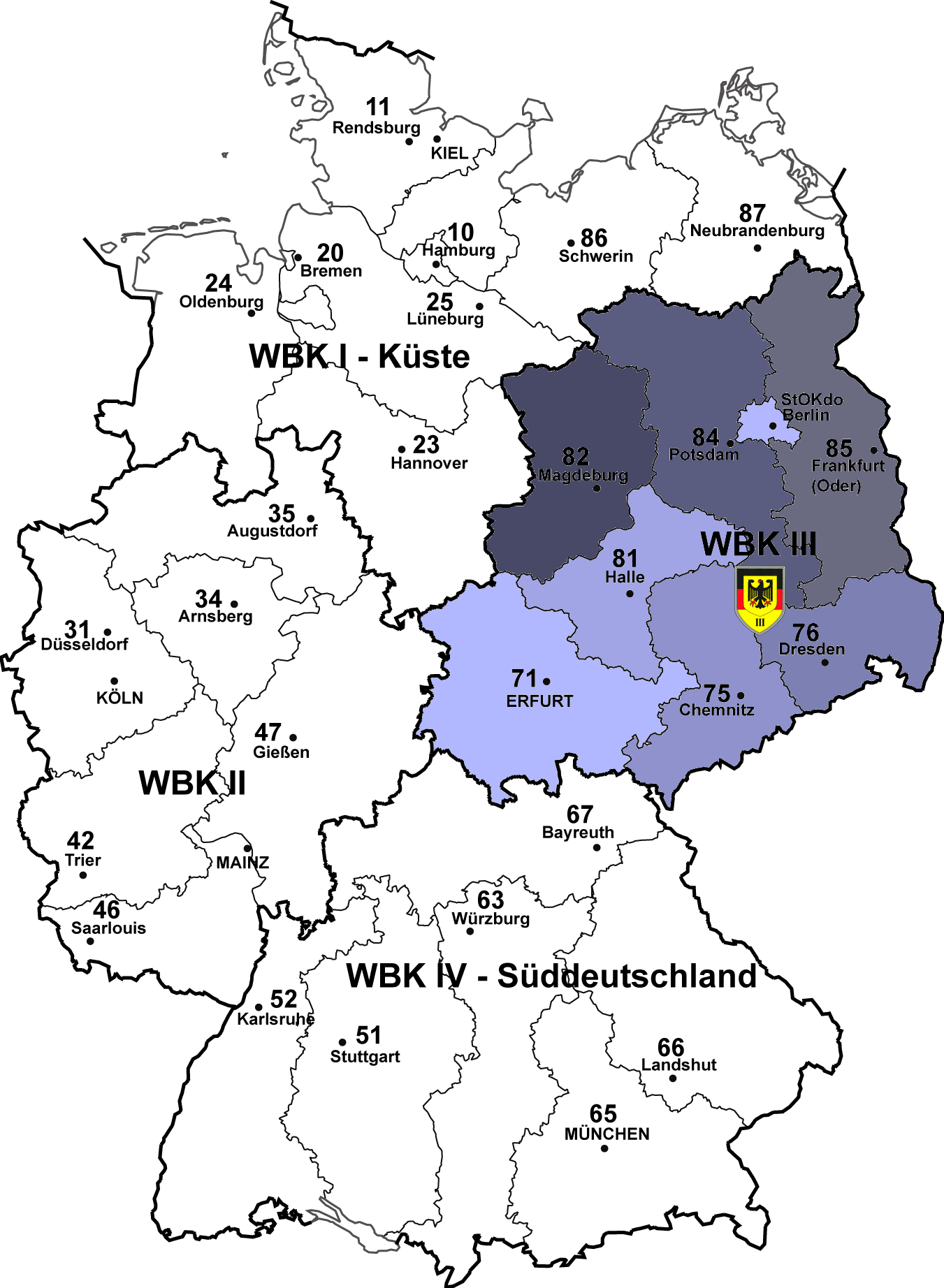
Die Lage des „neuen“ Wehrbereichskommandos III mit unterstellten Verteidigungsbezirken

2001 wurden alle Wehrbereichskommandos grundlegend neu geordnet. Zum 1. Oktober 2001 wurde in Erfurt ein „neues“ Wehrbereichskommando III aufgestellt. Teile des Personals wurden vom Wehrbereichskommando VII / 13. Panzergrenadierdivision herangezogen. Das „neue“ Wehrbereichskommando III übernahm ab 2001 als Teil der neu aufgestellten Streitkräftebasis die Führung der Truppenteile und die Organisation der Territorialen Verteidigung im „neuen“ Wehrbereich III. Dieser umfasste nun die Länder Berlin, Brandenburg, Sachsen-Anhalt, Thüringen und Sachsen. Zwischen 1997 und 2001 entsprach dieser Teil Ostdeutschlands dem Wehrbereich VII. Das Wehrbereichskommando VII entfiel.
Die „alten“ Wehrbereiche III (Nordrhein-Westfalen) und IV (Rheinland-Pfalz, Hessen, Saarland) wurden 2001 zum „neuen“ Wehrbereich II zusammengelegt. Die Führung übernahm der Stab des „alten “ Wehrbereichskommando IV in Mainz, der 2001 die neue Bezeichnung Wehrbereichskommando II erhielt. Das „alte“ Wehrbereichskommando III mit Stabssitz in Düsseldorf entfiel.
Der Schwerpunkt des Wehrbereichskommandos III war die Führungsunterstützung. Die Verteidigungsbezirke wurde teils neu geordnet und reduziert. Dem „neuen“ Wehrbereichskommando III unterstanden folgende Verteidigungsbezirkskommandos:
- Standortkommando Berlin
- Verteidigungsbezirkskommando 71
- Verteidigungsbezirkskommando 75
- Verteidigungsbezirkskommando 76
- Verteidigungsbezirkskommando 81
- Verteidigungsbezirkskommando 82
- Verteidigungsbezirkskommando 84
- Verteidigungsbezirkskommando 85

2007 wurden als dem Wehrbereichskommando III nachgeordnete Verbände die Landeskommandos neu aufgestellt. Die bisher nachgeordneten Verteidigungsbezirkskommandos entfielen. Die Aufgabe des Landeskommandos in Berlin übernahm 2007 das Standortkommando Berlin, das von einem Verteidigungsbezirkskommando zu einer den Landeskommandos äquivalenten Kommandobehörde aufgewertet wurde. Dem Wehrbereichskommando III unterstanden folgende neu aufgestellte Landeskommandos:
- Landeskommando Brandenburg (Potsdam)
- Landeskommando Sachsen (Dresden)
- Landeskommando Sachsen-Anhalt (Magdeburg)
- Landeskommando Thüringen (Erfurt)

Daneben unterstanden:
- Standortkommando Berlin
  - Feldjägerbataillon 350 (Berlin)
  - Stabsmusikkorps der Bundeswehr (Berlin)
  - Wachbataillon beim Bundesministerium der Verteidigung (Berlin)
- Feldjägerbataillon 351 (Leipzig)
- Führungsunterstützungsregiment 38 (Storkow)
- Wehrbereichsmusikkorps III (Erfurt)
- Sportfördergruppen Berlin, Frankenberg/Sachsen, Frankfurt (Oder) und Oberhof
- die Truppenübungsplatzkommandanturen Oberlausitz (Weißkeisel), Wittstock und Klietz
- Prüfgruppe gemäß § 78 BHO 32 (Erfurt)
- Materialprüfkommando III (Erfurt) (wurde zum 1. Juli 2012 dem Logistikzentrum der Bundeswehr (LogZBw) (Wilhelmshaven) – Logistische Steuerstelle 4 (LogStSt 4) Sondershausen unterstellt)

### Auflösung
Das Wehrbereichskommando IIII wurde 2013 außer Dienst gestellt und seine territorialen Aufgaben dem Kommando Territoriale Aufgaben der Bundeswehr und den bisher nachgeordneten Landeskommandos und dem Standortkommando Berlin übertragen.

## Verbandsabzeichen

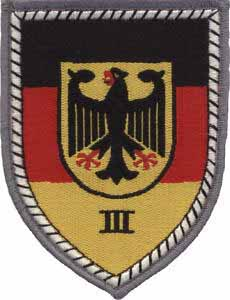
Gewebtes Verbandsabzeichen des Wehrbereichskommandos

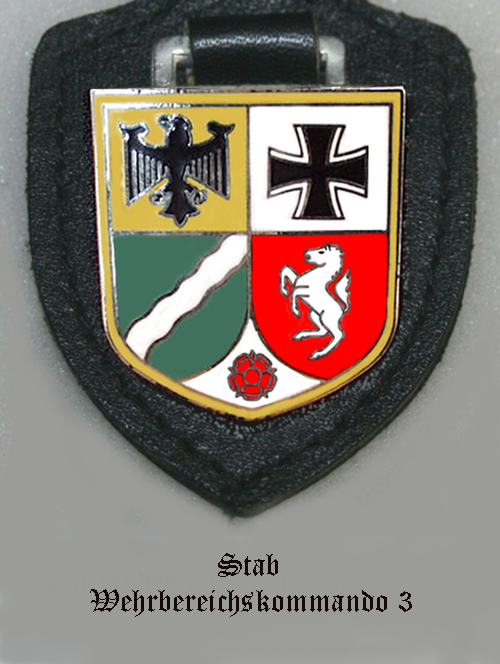
Internes Verbandsabzeichen des Stabes des „alten“ Wehrbereichskommandos III mit dem Westfalenpferd, Lippischer Rose, Eisernes Kreuz, Bundesadler und stilisiertem Rhein

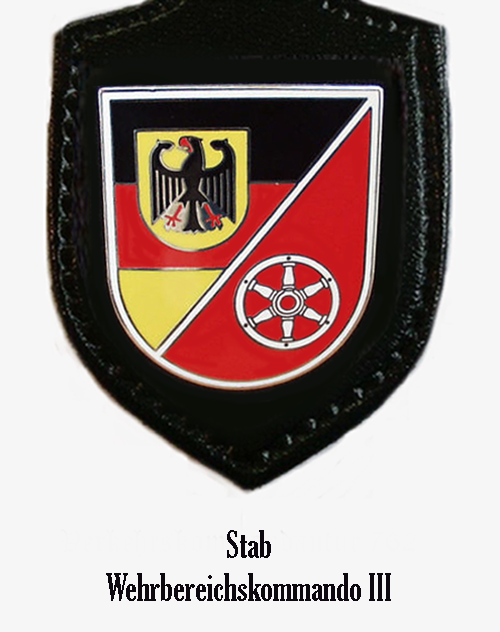
Internes Verbandsabzeichen des Stabes des „neuen“ Wehrbereichskommandos III mit dem Bundesadler und Mainzer Rad aus dem Erfurter Wappen

Das Wehrbereichskommando führte ein Verbandsabzeichen mit folgender Blasonierung:
„Von einer silbernen Kordel mit eingeflochtenem schwarzen Faden gefasst, geteilt zu Schwarz, Rot, Gold in goldenem Mittelschild ein einköpfiger schwarzer Adler, den Kopf nach rechts gewendet, die Flügel offen, aber mit geschlossenem Gefieder, Schnabel, Zunge und Fänge von roter Farbe (Bundesadler); der Mittelschild unten begleitet von der schwarzen römischen Ziffer III.“
Die Schildteilung entsprach der Flagge Deutschlands. Die Motive des Verbandsabzeichens ähnelten im Übrigen dem Wappen Deutschlands. Der Bundesadler war das deutsche Wappentier. Er wurde ähnlich auf den Truppenfahnen abgebildet. Die enge Anlehnung an das Wappen und die Flagge Deutschlands verdeutlichte, dass das Territorialheer und seine Wehrbereichskommandos auch im Verteidigungsfall unter Kommandogewalt des nationalen Befehlshabers blieb und nicht der NATO assigniert war.
Die Verbandsabzeichen der Kommandobehörden im Territorialheer waren sich besonders ähnlich. Insbesondere unterschieden sich die Verbandsabzeichen der übergeordneten Territorialkommandos und der anderen Wehrbereichskommando nur durch die Beschriftung. Auch das Verbandsabzeichen des Bundesministeriums der Verteidigung war bis auf den Bord fast identisch. Der bei den Wehrbereichskommandos silber/schwarz geflochtene Rand symbolisierte die Stellung unterhalb des Bundesministeriums der Verteidigung, das entsprechend eine „höherwertige“ goldene Kordel aufwies.

## Befehlshaber
Die letzten Befehlshaber im Wehrbereich waren:
| Nr. | Dienstgrad   | Name             | Beginn der Berufung |
| --- | ------------ | ---------------- | ------------------- |
| 1.  | Generalmajor | Josef Priller    | 1. Oktober 2001     |
| 2.  | Generalmajor | Johann G. Oppitz | 14. September 2005  |
| 3.  | Generalmajor | Heinrich Geppert | 27. März 2009       |